# YUKI (歌手)
YUKI（1972年2月17日—）是日本女歌手。原JUDY AND MARY主唱。出身於北海道函館市。本名倉持有希，舊姓磯谷。90年代初，YUKI在乐队解散后作为个人歌手出道，并以J-POP的音乐风格继续着音乐事业。她在对音乐有浓厚兴趣的日本女性之间被认为是神奇的存在。同时她也是对GIRLPOP风格的确立作出了贡献的一位歌手。

## 簡歷
- 1972年2月17日出生于北海道函馆市深堀町。以「拥有着希望」的含义，其祖父为她起名为『有希』。
- 1991年6月，於函館市拍攝いつかギラギラする日時認識恩田快人（日语：恩田快人）。1992年2月與他組成了搖滾組合JUDY AND MARY並擔任主唱[1]。
- 1994年4月起的两年间在日本放送電台擔任節目「All Night-NIPPON（日語: オールナイトニッポン）」主持。
- 1996年，JUDY AND MARY樂團憑《雀斑》（そばかす）一曲首次登上oricon公信榜的榜首位置。
- 1999年，JUDY AND MARY暫停樂壇活動，直至2000年2月復出。7月，與美國樂團B-52's的Kate Pierson等人組成了「NiNa」樂團。11月，與唱作歌手CHARA組成「CHARA+YUKI」组合。
- 2000年2月，JUDY AND MARY重新开始活动。
- 2000年9月，與真心兄弟樂團的YO-KING（倉持陽一）結婚。
- 2001年1月9日，JUDY AND MARY宣布在WARP TOUR完結後解散。
- 2001年3月8日，JUDY AND MARY正式解散。同年10月，與CHARA、地脇真由美（日语：ちわきまゆみ）、YUKARIE及演员伊藤步組成了女子歌唱組合「Mean Machine（日语：Mean Machine）」，擔任樂團鼓手位置。
- 2002年，發表「the end of shite」一曲，正式展開她的個人歌手生涯。
- 2005年3月，YUKI在其個人網站宣布大兒子（當時1歲11個月）在家中暴斃[2][3]。死因不明，但据报道很可能是死于嬰兒猝死症（SIDS）。
- 2006年8月，誕下第二子。
- 2008年3月22日，闊別三年重返舞台舉行「YUKI concert New Rhythm Tour 2008」演唱會。
- 2009年5月、誕下第三子。
- 2012年5月6日，繼她原屬的JUDY AND MARY樂團闊別東京巨蛋十一年後，以個人歌手身份舉行「YUKI LIVE“SOUNDS OF TEN”」十周年演唱會，是首位分別以樂團和個人歌手身份在東京巨蛋舉行過演唱會的女性歌手，如果以個人名義的日本女性歌手來計，她是第九名。
- 同年12月，首次以個人歌手身份參加第63屆NHK紅白歌唱大賽。據ORICON STYLE報導指出，她是第一位曾以樂團和個人歌手身份參加NHK紅白歌唱大賽的女性歌手，但事實上高橋真梨子和原由子亦曾以兩種身份參演紅白歌唱大賽（高橋真梨子原屬Pedro & Capricious樂團、原由子原屬Southern All Stars樂團）。
- 2013年6月19日，YUKI在其官方網站發表她踏入個人歌手生涯第十一個年頭的第一支新曲《STARMANN》。此曲同時被用作日本富士電視台和關西電視台電視劇《STAR MAN 這顆星上的戀愛》（主演：廣末涼子  監督：堤幸彦）主題曲。

## 人物简介
- 喜欢的话：辉くものはひとつあればそれでいい（闪光之处，得一即可）
- YUKI由出道至今除音乐创作以外，亦曾参与出版散文集、在UA主演的“水之女”电影客串演出等活动。
- 早在高中时期已经与GLAY乐团的JIRO认识，YUKI亦从那时候开始跟GLAY乐团的其他团员如TAKURO等开始音乐交流。他们在高中时期曾经发生一件趣事，TAKURO等人因为YUKI的一句“自分の高校でGLAYが人気 (GLAY在我的高中很有名的)”，高兴得跑到YUKI的高中四周张贴自己的海报，不过海报张贴后的第二日却是暑假，没有学生看到他们的海报。
- 中学时期时曾经组成一队名为“アブノーマル (Abnormal)”的女子乐团，不时在GLAY的演唱会参与演出。她为乐团创作过「かまって」和「モノクロームの思い出」等曲。
- 初中和高中时参加过排球部。高中时是队里的队长。高中时代曾因吸烟被训导。
- 高中毕业后在函馆市内的『北都交通』当公交乘务员，但因为无法忍受司机的性骚扰在研修期间就辞职了。搬往东京以后立刻找了一份美容师的工作。
- 在音乐杂志「WHAT's IN?」（索尼杂志）中连载「YUKIの果てしないたわごと（YUKI的无尽戏言）」，用照片、短文和亲手画的插画记录了私下的生活。
- 从2004年左右开始，YUKI在演出时都会戴上妹妹头假发，直至2008年多以长发形像示人。(“汽车に乘って”、“ひみつ”等单曲封面的YUKI都是长发形像)，在其官方网站亦可以到处看到妹妹头的卡通版YUKI。
- 在报纸的边栏、时尚杂志中和电视上多次展示过熊猫形像的物品。YUKI是REBECCA乐团的歌迷，在函馆时代就在复制REBECCA的歌。YUKI曾邀请REBECCA乐团的主音NOKKO担任JUDY AND MARY电台节目嘉宾，并向NOKKO表示「我会唱所有REBECCA的歌 (私はレベッカの歌は全て歌えます)」，NOKKO听后开心得叫了出来。JUDY AND MARY时代和NOKKO一起参加Exciting Summer in WAJIKI '00时，YUKI在舞台旁的帐篷里观看着她的表演。因为NOKKO上场的顺序在JUDY AND MARY之前，YUKI一直在看她演唱几乎都忘了要整理发型。
- 她也是サザンオールスターズ(南方之星)乐团的歌迷。她在1998年南方之星出道20周年电视纪念特辑中为他们送上了祝贺。
- 她在webRadio中表示自己已经取得营养师专业资格。
- 原本是吸烟人士。喜欢吸沙龙香烟但后来已经戒烟。
- 喜欢踢拳(日式踢拳)。每天会进行三小时的踢拳训练，还会利用健身球锻练身体[4]。
- 在电台节目「YUKI的All Night Nippon」尚未正式担任夜间时段之前，YUKI经常在节目内说出禁止播放的用语。从节目开始后就一直说很喜欢后来成为了她丈夫的真心兄弟的倉持阳一。倉持阳一也出席过这个电台节目。YUKI曾经表示,虽然获得了oricon榜单的第一位,但也感受到了压力，而布袋寅泰则说了「那样的榜单全部都是骗人的。所以你不要在意尽管继续做自己的音乐就好了（あんなチャートは全部インチキだ。だから、気にしないで自分なりの音楽を続ければいい）」这样微妙的话，YUKI表示面对音乐榜单的压迫感都快受不了了。担任清晨时段的时候经常有TAKUYA乱入，和YUKI成为二人模式。1996年3月22日举行的「海道北男フェスティバル」中，在日本放送银河演播室募集了60名听众进行了公开放送。

## 作品簡介
- 從YUKI展開個人歌手生涯以來，一共發表了二十五首單曲作品和六張個人音樂專輯。其中以「ドラマチック（Dramatic）」一曲取得Oricon公信榜最高第二位，而「joy」、「Wave」、「five-star」「うれしくって抱きあうよ」和「megaphonic」五張音樂專輯更連續取得Oricon公信榜第一位的成績。
- YUKI以個人歌手身份發表的第一首單曲「the end of shite」仍然充滿著以前JUDY AND MARY的的朋克搖滾風格，其後發表第二首抒情歌曲「プリズム」奠定了她多樣化的個人音樂風格。這兩首樂曲同時被收錄於她的首張音樂專輯「PRISMIC」中。這張專輯中的大部份歌曲由日暮愛葉編曲，另外The Zoobombs樂團的Don Matsuo（『Rainbow st.』）、Clammbon樂團的Mito（『惑星に乗れ』）和Spitz樂團（『愛に生きて』）等亦有參與專輯的音樂創作和演奏。
- 第二张专辑『commune』的主题是“70年代”和“缓慢”。在妊娠前直到生产期间制作的这张专辑，让人感觉是由少女的歌声、女性的魅力、母性以及浓浓的人情味相互揉合而成的，十分具有生命力。而且融合了主制作人会田茂一所负责乐曲的大气和柔美，与日暮爱叶的乐曲的紧张感相得益彰。应YUKI想表现出Patti Smith的音乐特质的要求，渡边健二也参与了制作。艺术指导由野田凪担任。这张专辑的封面也采用了约90个YUKI的扮演者的静止镜头构成的「センチメンタルジャーニー」PV的照片，「センチメンタルジャーニー」的PV荣获第83届纽约ADC展的金奖。
- 第三张专辑『joy』的主题是「热烈地、轻快地起舞的专辑」[5]。一反第2张专辑『commune』的风格，这张专辑以热烈的旋律造就了变化性十分丰富的作品。ORICON周间专辑榜最高排名为第1位。
- 第五张专辑『うれしくって抱きあうよ』是YUKI受到了AOR（成人向摇滚）的影响，为了探索新的音乐发展方向而写成的作品。就如题目所指，专辑描述的是，和别人拥抱时所感受到的肌肤的柔软和温暖，以及由此逐渐在心中积累起来的包围整个人的幸福感，如此种种的生活中细腻而又甜美的感情[6]。在专访中YUKI也表示每首歌都在诉说着“活在当下”这样的主题[7]。
- 第六張音樂專輯「megaphonic」，專輯名字megaphonic意思是以最大的聲音、最棒的音樂讓聽眾高興和感動[8]。
- 第七张专辑『FLY』是融合了嘻哈音乐和电子舞曲等要素的作品。另一方面中盘的乐曲是慢节奏的R&B说唱风格，而后半部分的乐曲则多为抒情曲。而因为专辑标题的『FLY』也有「苍蝇」的意思，在巡演Flyin' High中也以苍蝇为形像设计了多种道具。

## 乐队

### Band ASTRO
担任巡回演唱会和歌曲录制的演奏。
- 松江润（吉他、SPOOZYS）
- 松下敦（鼓手、 ZAZEN BOYS）
- 木下裕晴（贝斯、 ex. L⇔R、curve509）
- 皆川真人（键盤手）
- 冢崎阳平（YOHEY）（DJ・manipulator）

### JOYFUL SISTERS
担任和音。
- MEG
- 藤井真由美

### THE URAH
从2010年的J-WAVE LIVE SPRING! はじまりのはじまり～开始启用这支乐队，如今的乐队在变动中，以后不确定是否启用这支乐队。URAH是俄语“万岁”之意，由乐队领队的浦清英的“浦”（うら）而来。
- 浦清英（键盤手）
- 今堀恒雄（吉他）
- Akkin（吉他）
- 上田ケンジ（贝斯）
- 宫川刚（鼓手）

启用THE URAH后的LIVE
- サンスター オーラツー presents J-WAVE LIVE SPRING! はじまりのはじまり～featuring YUKI
- ROCK IN JAPAN FESTIVAL 2010 Day3
- YUKI concert tour 2010“うれしくって抱きあうよ”

### THE MEGAPHONICS & THE REPETTS
担任了2011年巡演「YUKI tour“MEGAPHONIC”2011」的演奏。前者是乐队名称而后者是一支合唱团。
- 松江潤（吉他、SPOOZYS）
- 沖山優司（贝斯）
- 冨田謙（键盘手、原Small Circle of Friends成员）
- 小松シゲル（鼓手、来自NONA REEVES）
- 飯田希和＆真城めぐみ（和声）

## 所屬團體
- 『NiNa』－1999年與The B-52's樂團的主唱Kate Pierson成組了NiNa樂團，興Kate Pierson共同擔任主唱。樂團結他手為JUDY AND MARY樂團中的佐久間正英和島武實，低音結他手則為「Japan（日本樂團）」樂團的Mick Karn。NiNa樂團活躍期間共發表了兩首單曲和一張音樂專輯。
- 『CHARA+YUKI』 - 1999年與CHARA共同合作『愛の火 3つ オレンジ』作曲作詞而組成了CHARA+YUKI。編曲為當時主要負責CHARA的歌曲編曲的浅田祐介。
- 『Mean Machine』 - 2001年，擔任鼓手。樂團曾發表單曲『スーハー』和音樂專輯『CREAM』等。
- JUDY AND MARY

## All Night-NIPPON
加入節目初期，不時在廣播途中使用日本廣播禁止用語。YUKI在節目中經常表示對真心兄弟樂團的倉持陽一十分有好感，在2000年與倉持結為夫婦。
她曾在節目表示在獲得公信榜週間第一位後感到很大壓力，布袋寅泰對她說過「那樣的排行榜全都是騙人的，所以不要把它放在心，繼續做好自己的音樂。（あんなチャートは全部インチキだ。だから、気にしないで自分なりの音楽を続ければいい）」，面對排行榜成積感到迷茫。

## 音樂錄像
YUKI的音樂錄像充滿著她的獨特風格，曾數次取得SPACE SHOWER Music Video Awards獎項。
- 2004年「センチメンタルジャーニー」（監督・野田凪）がBEST CONCEPT VIDEOを受賞
- 2005年「Home Sweet Home」（監督・服部一成）がBEST SHOOTING VIDEOを受賞
- 2006年「JOY」（監督・中村剛）が年間最優秀賞にあたるBEST VIDEO OF THE YEARを受賞

大部份的單曲音樂錄像有收錄在「ユキビデオ」「ユキビデオ2」「ユキビデオ3」音樂錄像合輯。

## 唱片列表

### 單曲
| #    | 發行日期       | 標題                                 | 編號                                                                  | Oricon最高周排名 |
| ---- | -------------- | ------------------------------------ | --------------------------------------------------------------------- | ---------------- |
| 1st  | 2002年2月6日   | the end of shite                     | ESCL-2294                                                             | 6位              |
| 2nd  | 2002年3月6日   | プリズム                             | ESCL-2298                                                             | 11位             |
| 3rd  | 2002年6月5日   | 66db                                 | ESCL-2312                                                             | 30位             |
| 4th  | 2002年11月20日 | スタンドアップ!シスター              | ESCL-2350                                                             | 10位             |
| 5th  | 2003年2月19日  | センチメンタルジャーニー             | ESCL-2388                                                             | 17位             |
| 6th  | 2003年3月19日  | ハミングバード                       | ESCL-2388                                                             | 23位             |
| 7th  | 2004年8月18日  | Home Sweet Home                      | ESCL-2735（CCCD） ESCL-2601（CD-DA）                                  | 9位              |
| 8th  | 2004年11月10日 | ハローグッバイ                       | ESCL-2601（CCCD） ESCL-2739（CD-DA）                                  | 6位              |
| 9th  | 2005年1月19日  | JOY                                  | ESCL-2618                                                             | 10位             |
| 10th | 2005年4月27日  | 長い夢                               | ESCL-2651                                                             | 4位              |
| 11th | 2005年6月29日  | ドラマチック                         | ESCL-2659                                                             | 2位              |
| 12th | 2005年9月7日   | 歓びの種                             | ESCL-2706                                                             | 5位              |
| 13th | 2006年1月25日  | メランコリニスタ                     | ESCL-2759                                                             | 10位             |
| 14th | 2006年8月9日   | ふがいないや                         | ESCL-2853                                                             | 6位              |
| 15th | 2007年8月8日   | 星屑サンセット                       | ESCL-2978                                                             | 4位              |
| 16th | 2007年12月12日 | ワンダーライン                       | ESCL-3024                                                             | 4位              |
| 17th | 2008年4月16日  | 汽車に乗って                         | ESCL-3061/2（初回限定盤） ESCL-3063（通常盤）                         | 5位              |
| 18th | 2009年3月4日   | ランデヴー                           | ESCL-3160/1（初回限定盤） ESCL-3162（通常盤）                         | 6位              |
| 19th | 2009年11月18日 | COSMIC BOX                           | ESCL-3305/6（初回限定盤） ESCL-3307（通常盤）                         | 6位              |
| 20th | 2010年2月17日  | うれしくって抱きあうよ               | ESCL-3350                                                             | 5位              |
| 21st | 2010年9月15日  | 2人のストーリー                      | ESCL-3469                                                             | 4位              |
| 22nd | 2011年4月6日   | ひみつ                               | ESCL-3657                                                             | 8位              |
| 23rd | 2011年7月27日  | Hello !                              | ESCL-3671                                                             | 13位             |
| 24th | 2012年5月2日   | プレイボール／坂道のメロディ         | ESCL-3895（初回限定盤） ESCL-3897（通常盤）                           | 3位              |
| 25th | 2012年8月29日  | わたしの願い事                       | ESCL-3953（初回限定盤） ESCL-3955（通常盤）                           | 10位             |
| 26th | 2013年8月21日  | STARMANN                             | ESCL-4092～4093（初回限定盤） ESCL-4094（通常盤）                     | 16位             |
| 27th | 2014年8月20日  | 誰でもロンリー                       | ESCL-4238（完全生産限定盤） ESCL-4239（通常盤）                       | 15位             |
| 28th | 2015年7月29日  | 好きってなんだろう…涙/となりのメトロ | ESCL-4475/6（初回限定盤） ESCL-4477（通常盤）                         | 11位             |
| 29th | 2015年11月4日  | tonight                              | ESCL-4546/7（初回限定盤） ESCL-4548（通常盤）                         | 11位             |
| 30th | 2016年7月13日  | ポストに声を投げ入れて               | ESCL-4640/1（初回限定盤） ESCL-4642（通常盤） ESCL-4643（ポケモン盤） | 9位              |

#### 網路下載限定
| 發行日期      | 標題       |
| ------------- | ---------- |
| 2007年5月25日 | ビスケット |
| 2008年12月3日 | メッセージ |

### 專輯

#### 原創專輯
| #    | 發行日期      | 標題                   | 編號                                                                        | Oricon最高周排名 |
| ---- | ------------- | ---------------------- | --------------------------------------------------------------------------- | ---------------- |
| 1st  | 2002年3月27日 | PRISMIC                | ESCL-2300                                                                   | 3位              |
| 2nd  | 2003年3月26日 | commune                | ESCL-2400                                                                   | 11位             |
| 3rd  | 2005年2月23日 | joy                    | ESCL-2634                                                                   | 1位              |
| 4th  | 2006年9月6日  | Wave                   | ESCL-2683/4（初回限定盤） ESCL-2865（通常盤）                               | 1位              |
| 5th  | 2010年3月10日 | うれしくって抱きあうよ | ESCL-3390/1（初回限定盤） ESCL-3392（通常盤）                               | 1位              |
| 6th  | 2011年8月24日 | megaphonic             | ESCL-3756/7（初回限定盤） ESCL-3758（通常盤）                               | 1位              |
| 7th  | 2014年9月7日  | FLY                    | ESCL-4277/8（初回限定盤） ESCL-4279（通常盤） ESLJ-3083/4（完全生産限定盤） | 2位              |
| 8th  | 2017年3月15日 | まばたき               | ESCL-4837/9（初回限定盤 2CD+DVD） ESCL-4840（通常盤 CD）                    | 1位              |
| 9th  | 2019年2月6日  | forme                  | ESCL 5180-1（初回生産限定盤） ESCL 5182（通常盤）                           | 5位              |
| 10th | 2021年4月28日 | Terminal               | ESCL-5528～9（初回生産限定盤） ESCL-5530（通常盤）                          | 2位              |
| 11th | 2023年2月1日  | パレードが続くなら     | [CD2枚組 / 紙ジャケット仕様] ESCL-5750/1（初回限定盤） ESCL-5752（通常盤）  |                  |

#### 其他專輯
| 類別   | 發行日期      | 標題                                                   | 編號                                                                                   | Oricon最高周排名 |
| ------ | ------------- | ------------------------------------------------------ | -------------------------------------------------------------------------------------- | ---------------- |
| 精選集 | 2007年10月3日 | five-star                                              | ESCL-3013/4（初回限定盤） ESCL-3015（通常盤） ESCL-20017（Blu-Spec CD 完全生産限定盤） | 1位              |
| Live   | 2010年12月1日 | YUKI "The Present" 2010.6.14,15 Bunkamura Orchard Hall | ESCL-3558/9                                                                            | 9位              |
| 精選集 | 2012年2月1日  | POWERS OF TEN                                          | ESCL-3830/3（完全生産限定盤） ESCL-3834/6（初回生産限定盤） ESCL-3837/8（通常盤）      | 2位              |
| B面集  | 2012年11月7日 | BETWEEN THE TEN                                        | ESCL-3980/2（初回生産限定盤） ESCL-3983/4（通常盤）                                    | 7位              |
| 精選集 | 2018年1月31日 | すてきな15才                                           | ESCL-4970/2（完全生産限定盤） ESCL-4973/4（初回限定盤） ESCL-4975（通常盤）            | 5位              |

## 廣告
- 大塚製藥「寶礦力水特」
- 豐田汽車WiLL VS」（2002年）
- Sony Ericsson「au W31S」（2005年）
- NEC（2007年）
  - 「N904i」
  - 「N905i」
- 东京地铁（2015年） - 广告曲「となりのメトロ」

## 電影
- いつかギラギラする日（1992年） - 臨時演員。註:YUKI在拍攝這部電影時結識了恩田快人，並組成了JUDY AND MARY。
- 水の女（2002年） - 飾演 聡子

## 外部連結
- （日語） YUKIweb.net，官方網站。
- （日語） （页面存档备份，存于），官方後援會網站。